# Brachyglossina seitzi
Brachyglossina seitzi là một loài bướm đêm trong họ Geometridae.